# Euproctoides euproctina
Euproctoides euproctina är en fjärilsart som beskrevs av Aurivillius 1905. Euproctoides euproctina ingår i släktet Euproctoides och familjen tofsspinnare. Inga underarter finns listade i Catalogue of Life.